# Die Glocke (1917)
Die Glocke ist ein deutsches Stummfilmmelodram aus dem Jahr 1917 von Franz Hofer.

## Handlung
Ein Glockengießer steht am Gussofen und hält seine Gesellen zur Arbeit an. Da tritt der alte Glöckner hinzu und erzählt den Anwesenden, wie sein Leben in klanglicher Begleitung der Glocke verlaufen ist. Erstmals vernahm er den Klang der Glocke bei seiner eigenen Taufe. Als seine Eltern eines Tages nicht mehr da waren, wurde er zum Pfarrer gegeben, wo er dessen Tochter Lena kennenlernte und mit ihr aufgezogen wurde. An einem Sonntag, erneut zum Glockenspiel, zog der alte Glöckner in die weite Welt hinaus, um selbige kennenzulernen. Nach seiner Rückkehr ist Lena zu einer jungen Frau gereift, und es dauert nicht lange, da heiraten beide, erneut zum Klang der (Hochzeits-)Glocken.
Lena gebärt ihm zwei Kinder, Heinz und eine Tochter, die er nach seiner geliebten Frau benennt, die wenig später stirbt. Heinz wird ein talentierter Organist und lernt eine junge Sängerin kennen, die sich erst in sein Spiel und dann auch in ihn verliebt. Der Vater sieht es überhaupt nicht gern, als Heinz mit dieser neuen Frau in die Ferne zieht. Sie werden ein zufriedenes Paar, nur noch die ausgebliebene Versöhnung mit dem zutiefst geknickten Glöckner-Vater steht einem vollkommenen Glück im Wege. Dessen Tochter Lena hat sich in einen Lehrer verliebt, doch da der Alte befürchtet, auch noch sie zu verlieren, gibt er keine Einwilligung zur Vermählung.
In der kommenden Silvesternacht will der Glöckner wie jedes Jahr seines Amtes walten und zum Jahreswechsel ein Glockengeläut veranstalten. Er ahnt nicht, dass zur exakt derselben Zeit seine todunglückliche Lena gemeinsam mit ihrem geliebten Lehrer Selbstmord begehen möchte. Rechtzeitig kommt der Alte hinzu und kann dieses Unglück verhindern. Dann aber erkrankt er schwer, und der verlorene Sohn kommt mit seiner Frau ans Krankenbett, um gemeinsam mit Lena den Vater zu pflegen. Schließlich bricht im August 1914 der Krieg aus, und der Feind überfällt die kleine Stadt. Nun muss die Glocke zur Warnung aller geläutet werden, und wieder eilt der alte Mann zu dem Kirchturm. Inmitten des Sturmgebimmels trifft eine Granate das Kirchenschiff und verschüttet den Glöckner mitsamt seinen beiden Kindern und deren Partnern. Des Glöckners letzter Wunsch ist es, dass die nächste zu läutende Glocke eine Friedensglocke sein möge.

## Produktionsnotizen
Die Glocke passierte im September 1917 die Filmzensur und wurde im Dezember desselben Jahres im Berliner Marmorhaus uraufgeführt Der Vierakter besaß eine Länge von 1211 Metern.

## Kritik
„Die Glocke betitelt sich ein nach Schillers „Glocke“ frei bearbeitetes Filmspiel, welches mit hervorragendem Geschick und Geschmack inszeniert ist. Die etwas sentimentale Handlung bringt das Lebensbild eines alten Glöckners. Die Schläge der Glocke begleiten die wichtigsten Ereignisse seines Lebens. Freudig erklingt sie zu seiner Taufe, hell jauchzt sie an seinem Hochzeitstag, dumpf ertönt sie an dem Tage, an welchem er seine geliebte Frau zu Grabe geleiten muß und sie weint mit ihm, da er seine Kinder, und mit ihnen seine letzte Freude und Hoffnung vernichtet sieht. Die Inszenierung des Films wurde von Franz Hofer in mustergültiger Weise besorgt, die Photographie ist vorzüglich, die Darstellung desgleichen. Lia Ley gab entzückend lieb und anmutig die Doppelrolle von Frau und Tochter des Glöckners.“